# San Bernardo, Cundinamarca
San Bernardo là một khu tự quản thuộc tỉnh Cundinamarca, Colombia. Thủ phủ của khu tự quản San Bernardo đóng tại San Bernardo Khu tự quản San Bernardo có diện tích ki lô mét vuông. Đến thời điểm ngày 28 tháng 5 năm 2005, khu tự quản San Bernardo có dân số 17777 người.